# Bartosz Kontny
Bartosz Kontny (ur. 27 września 1971) – polski archeolog, doktor habilitowany nauk humanistycznych, profesor Uniwersytetu Warszawskiego, specjalista w zakresie archeologii okresu protohistorycznego (przedrzymskiego, wpływów rzymskich i wędrówek ludów) ze szczególnym uwzględnieniem problematyki bronioznawczej.

## Życiorys
Absolwent VI Liceum Ogólnokształcącego im. Tadeusza Reytana w Warszawie (1990) i studiów archeologicznych w Instytucie Archeologii Uniwersytetu Warszawskiego (Wydział Historyczny UW, 1995, dyplom z wyróżnieniem). W 2001 uzyskał stopień naukowy doktora na podstawie rozprawy Zestawy uzbrojenia w grobach z cmentarzysk kultury przeworskiej w okresie wpływów rzymskich (promotor Jerzy Okulicz-Kozaryn), obronionej na Wydziale Historycznym UW, a w 2013 habilitował się tamże na podstawie pracy Uzbrojenie jako wyznacznik różnic kulturowych w basenie Bałtyku i w jego bałtyjskim zapleczu w okresie protohistorycznym.
W latach 1998–2001 uczestniczył w studiach doktoranckich na Wydziale Historycznym UW. W 2002 rozpoczął pracę w Zakładzie Archeologii Europy Starożytnej Instytutu Archeologii UW. W latach 2002–2005 pełnił funkcję wicedyrektora Instytutu Archeologii UW ds. studenckich, a w latach 2005–2008 wicedyrektora Instytutu Archeologii UW ds. ogólnych. Od 2009 kierownik Zakładu Archeologii Europy Starożytnej Instytutu Archeologii UW. W późniejszym okresie prodziekan ds. kadr i rozwoju Wydziału Historycznego UW (do 2020), od 2020 dziekan Wydziału Archeologii UW, gdzie pracuje w Katedrze Archeologii Barbaricum i Prowincji Rzymskich.
Od 1991 uczestniczy w pracach wykopaliskowych i prowadzi kwerendy poświęcone wczesnoeuropejskiemu uzbrojeniu w zbiorach polskich i zagranicznych. Zajmuje się również archeologią podwodną i posiada stopień instruktora nurkowania KDP/CMAS ** (M2) przyznawany przez Światową Konfederację Sportów Podwodnych (CMAS). Członek Rady Naukowej Fundacji Naukowe Badania Podwodne.

## Publikacje książkowe
- Ubi tribus faucibus fluenta Vistulae fluminis ebibuntur: Jerzy Okulicz-Kozaryn in memoriam (red.), Warszawa 2015, OCLC 968468262
- Archeologia wojny. Studia nad uzbrojeniem barbarzyńskiej Europy okresów wpływów rzymskich i wędrówek ludów, Oświęcim 2019, ISBN 978-83-7889-842-9
- Wojna w pradziejach i średniowieczu (red.), Warszawa 2021, ISBN 978-83-66210-14-1